# Olle Larkö
Olle Larkö, född 1952, är en svensk läkare (dermatolog) och tidigare dekanus vid Sahlgrenska akademin, Göteborgs universitet.
Olle Larkö tog med.kand.-examen 1973 och läkarexamen 1977, blev legitimerad läkare 1979 och disputerade vid Göteborgs universitet 1982 på en avhandling om ljusbehandling mot psoriasis. Han blev specialistläkare inom dermatologi 1983. Mellan 1990 och 2000 var Olle Larkö chef för hudkliniken på Sahlgrenska Universitetssjukhuset, 2001-2004 var han sedan områdeschef för dermatologi och venereologi, plastikkirurgi, reumatologi, arbetsterapi och sjukgymnastik vid samma sjukhus. 
Larkö blev docent 1983, arbetade 1984-1999 som universitetslektor och blev 1999 professor i dermatologi och venerologi vid Göteborgs universitet. 2004-2006 var han biträdande chef och prodekanus för Sahlgrenska akademin, den hälsovetenskapliga fakulteten vid Göteborgs universitet. Från 2006 till 2016 var han dekanus vid fakulteten.
Olle Larkö är även medlem av styrelsen för den europeiska hudläkarorganisationen European Academy of Dermatology and Venereology. Han ingår också i Läkemedelsverkets vetenskapliga råd. Olle är även med i det Medicinrättsliga rådet som är startat av Institutet för Medicinsk Rätt. Rådet består av yrkesutövare och ledningsansvariga representanter från privat och offentlig vård. 